# Christiansø Pastorat
Christiansø Pastorat er et pastorat i Bornholms Provsti (Københavns Stift). I Christiansø Pastorat ligger Christiansø Sogn.
Pastoratet deler præster og kirkekontor, som ligger i Svaneke, med Ibsker-Svaneke-Bodilsker Pastorat.